# Bryne
Bryne (phát âm tiếng Na Uy: [ˈbʁyːnə] ⓘ) là tên một thị trấn nằm tại đô thị Time, thuộc hạt Rogaland, Na Uy. Nó là trung tâm hành chính của đô thị Time và là một trong 50 thành phố/thị trấn lớn nhất Na Uy. Vị trí của Bryne trong khu vực thịnh vượng của Stavanger/Sandnes với các tuyến đường bộ và đường sắt tuyệt vời khiến Bryne trở thành một điểm hấp dẫn cho các hành khách. Thị trấn mở rộng và phát triển nhanh chóng. Trung tâm thị trấn là Nhà thờ Bryne và Nhà thờ Time nằm cách thị trấn 1 kilômét (0,62 mi) về phía đông.
Thị trấn nằm ở bờ nam của hồ Frøylandsvatnet, nằm về phía nam của thành phố Stavanger khoảng 25 phút di chuyển bằng tàu hỏa. Bryne có diện tích 5,33 kilômét vuông (1.320 mẫu Anh) và dân số năm 2018 là 12.084 người, trong đó có 10.390 người sống tại đô thị Time và 1.694 người sống tại thành phố ở ranh giới đô thị Klepp. Mật độ dân số tại đây là 2.267 người trên kilômét vuông (5.870/sq mi).